# Área de Conservação da Paisagem de Padaoru
A Área de Conservação da Paisagem de Padaoru é um parque natural localizado no condado de Lääne-Viru, na Estónia.
A área do parque natural é de 178 hectares.
A área protegida foi fundada em 1978 para proteger o Vale de Pada e os seus arredores. Em 2005, a área protegida foi designada como área de conservação paisagística.